# 丰和M1500
丰和1500型（日语：豊和M1500）是由日本丰和工业生产的一款中央底火栓动步槍，是目前在日本本土生产并向全世界销售的三款大口径栓动步槍型号之一（另外两款是总部在高知县南国市的弥勒株式会社为其合作伙伴埃斯塔勒代工生产的勃朗宁AB3和X-Bolt）。

## 特征
丰和1500型有从上方装弹的3～5发容量的内置弹仓。和三八式步枪相似，1500型也可以通过售后改装使用5发或10发的可拆式盒式弹匣。1500型的枪管是经过烤蓝处理的铬钼钢材料，而不像丰和64式自动步枪那样使用镀铬碳钢，市面上主要有两种形态：配有机械瞄具的“豪华型”和没有机械瞄具的“重管型”。除了烤蓝钢材以外，丰和还提供使用不锈钢材料的变型。每支枪出厂后都会在专业的测试场进行试射，并且将射有弹孔的靶纸附在包装盒内赠送给买家。
1500型可以使用.22-250 Rem、.204 Ruger、6.5×55mm Swedish、.300 WM、.308 Win、.30-06、.338 Win Mag和.375 Ruger等短枪机和长枪机弹药口径。2017年，丰和还推出了Mini Action（“小枪机”）型号来适应越来越受欢迎的.223 Remington、7.62×39和6.5 mm Grendel这类中间型威力枪弹。

## 市场销售
外贸市场上，丰和1500型的枪管枪机和扳机组还可以通过散装部件的形式提供给其他制造商，因此经常能够看到其他制造商将丰和的枪机配上自家的枪托再使用自己品牌销售。比如韦斯比的Weatherby Vanguard就是一个典型例子，而史密斯&威森、莫斯伯格和Inter-Arms之前则用1500型的名号销售。现今在美国内华达州的枪械进口商Legacy Sports International就将丰和1500型的枪管枪机配上AR-15用HCR（“丰和框架步枪”）的名头销售。
虽然丰和1500型的售价相比其他同类产品要低，但是设计继承了日本工程界的细致性传统。近些年因为名气较大的雷明登进入日本市场，使得1500型之前较好的零部件销售情况开始停滞。因为这个原因，1500型零部件95%以上都以散装的形式出口。

### 被警方采纳
虽然丰和1500型原先是用来进行狩猎，但是优秀性能使得日本都道府县警察开始使用重管的1500型作为警用狙击步枪。
除了警方之外，日本海上保安厅特殊警备队也开始使用丰和1500型。不过在海洋环境上，射速更快的64式精确射手步枪更经常被使用。

### 在戰場上運用
2022年烏俄戰爭期間，烏克蘭軍隊曾以豐和M1500的改裝型作狙擊步槍使用。